# Juan Antonio Aldama Irabien
Juan Antonio Aldama Irabien   (Villarcayo de Merindad de Castilla la Vieja, 20 de juliol de 1786 - Madrid, 12 de novembre de 1863) va ser un militar i polític espanyol, ministre durant la minoria d'Isabel II d'Espanya.

## Biografia
Inicià la carrera militar en 1802, lluità en la guerra del francès i en les guerres d'independència hispanoamericanes. El 1817 fou ascendit a brigadier i el 1819 va tornar a la Península.
Va donar suport al trienni liberal i el 22 d'octubre de 1822 fou nomenat governador militar de Tortosa i comandant militar interí de Tarragona. Per aquest motiu en 1823 va ser bandejat a Mallorca i a Vitòria, privat dels seus graus i condecoracions. El 1830 li retornaren els graus i condecoracions i el 1833 fou nomenat comandant general de Conca. El 26 de gener de 1835 fou ascendit a mariscal de camp i nomenat capità general de Girona, on hi lluità contra les partides carlines.
En 1837 i 1838 fou escollit senador per la província de Sevilla, alhora que era nomenat capità general d'Andalusia i comandant de la cavalleria de la Guàrdia Reial. En agost de 1838 ascendí a tinent general i exercí com a ministre interí de la Guerra durant l'absència de Manuel Latre Huarte. De setembre a octubre de 1838 fou ministre de guerra i interí de marina i comerç en el govern de Bernardino Fernández de Velasco, duc de Frías. En 1839 fou nomenat capità general de les Illes Balears i en 1840 de Madrid, any en què fou escollit senador per les Illes Balears i en 1858 senador vitalici. Després del pronunciament de 1841 va marxar a Marsella, d'on tornà en 1843, quan fou nomenat ministro suplent del Tribunal Superior de Guerra i Marina. Després d'exiliar-se un temps arran la vicalvarada, el 1858 fou ministre titular del Tribunal Superior de Guerra i Marina, del que en fou nomenat vicepresident en 1863.